# Frédéric Mendy (Leichtathlet)
Frédéric Mendy (* 24. Dezember 1995) ist ein senegalesischer Leichtathlet, der sich auf den Sprint spezialisiert hat.

## Sportliche Laufbahn
Erste internationale Erfahrungen sammelte Frédéric Mendy im Jahr 2018, als er bei den Afrikameisterschaften in Asaba in 3:11,04 min den sechsten Platz mit der senegalesischen 4-mal-400-Meter-Staffel belegte. Im Jahr darauf nahm er an der Sommer-Universiade in Neapel teil und schied dort mit 47,16 s im Halbfinale im 400-Meter-Lauf aus. Anschließend schied er auch bei den Afrikaspielen in Rabat mit 47,41 s im Semifinale aus und belegte mit der Staffel in 3:07,08 min den fünften Platz. 2022 schied er bei den Afrikameisterschaften in Port Louis mit 47,33 s im Halbfinale über 400 Meter aus und gelangte im Staffelbewerb mit 3:13,57 min auf Rang sechs. Anschließend belegte er bei den Islamic Solidarity Games in Konya in 46,41 s den sechsten Platz im Einzelbewerb und wurde mit der Staffel in 3:07,32 min Vierter. Im Jahr darauf belegte er bei den Spielen der Frankophonie in Kinshasa in 46,50 s den vierten Platz über 400 Meter und gewann mit der Staffel in 3:03,66 min die Silbermedaille hinter dem marokkanischen Team. Bei den World Athletics Relays 2024 auf den Bahamas wurde er in 3:09,00 min Siebter im B-Lauf in der 2. Qualifikationsrunde über 4-mal 400 Meter für die Olympischen Spiele in Paris und verpasste somit eine Direktqualifikation. Anschließend belegte er bei den Afrikameisterschaften in Douala in 3:08,14 min und 3:24,41 min jeweils den fünften Platz mit der Männerstaffel und in der Mixed-Staffel.
2021 wurde Mendy senegalesischer Meister in der 4-mal-400-Meter-Staffel.

## Persönliche Bestleistungen
- 400 Meter: 46,12 s, 6. Juli 2024 in Thonon-les-Bains
  - 400 Meter (Halle): 47,75 s, 22. Januar 2022 in Metz